# مالكولم هوكابي
مالكولم هوكابي (بالإنجليزية: Malcolm Huckaby)‏ مواليد 7 أبريل 1972 في بريستول، هو لاعب كرة سلة أمريكي سابق. بدأ مسيرته الاحترافية في سنة 1990. يبلغ طوله 6 قدم 2 بوصة (1.9 م). اعتزل اللعب في 1998. لعب مع ميامي هيت في الدوري الأمريكي لكرة السلة للمحترفين.

## روابط خارجية
- مالكولم هوكابي على موقع IMDb (الإنجليزية)
- مالكولم هوكابي على موقع كلية كرة السلة في سبورتس رفرنس.كوم (الإنجليزية)
- مالكولم هوكابي على موقع ريلجم (الإنجليزية)
- مالكولم هوكابي على موقع بروبوليرز (الإنجليزية)